# Heterolaophonte australis
Heterolaophonte australis är en kräftdjursart som först beskrevs av T. Scott 1912.  Heterolaophonte australis ingår i släktet Heterolaophonte och familjen Laophontidae. Inga underarter finns listade i Catalogue of Life.